# Syzeuctus lineaticeps
Syzeuctus lineaticeps là một loài tò vò trong họ Ichneumonidae.